# Heilpädagogische Hilfe Osnabrück
Die Heilpädagogische Hilfe Osnabrück (HHO) ist ein Träger der Behindertenhilfe in der Region Osnabrück.

## Unternehmensbereiche
Die HHO begleitet in ihren verschiedenen Unternehmensbereichen ca. 3500 Menschen. Mit 80 Standorten ist sie einer der größeren Träger von Dienstleistungen für Menschen mit Behinderungen in der Region Osnabrück.
Über die Region Osnabrück hinaus nimmt die HHO die Aufgabe wahr, in festen und mobilen Beratungsstellen, Menschen mit Hörschädigung zu unterstützen und zu begleiten. 1700 Mitarbeiter arbeiten u. a. in Bildungs- und Fördereinrichtungen, in Einrichtungen zur beruflichen Rehabilitation in unterschiedlichen Wohn- und Betreuungsformen, in der Beratung und in der Verwaltung.
Die HHO ist dem Spitzenverband der Freien Wohlfahrtspflege: Diakonisches Werk evangelischer Kirchen in Niedersachsen e. V. (DWiN) angeschlossen und Mitglied der Lebenshilfe Niedersachsen e. V.

### HHO Wohnen gGmbH
In der HHO Wohnen gGmbH erhalten Menschen mit Behinderung Assistenzleistungen. Dazu gehört ein Wohnangebot für etwa 640 Menschen in Häusern unterschiedlicher Größe an 28 Standorten in Stadt und Landkreis Osnabrück. Ferner werden ca. 960 Menschen mit geistigen, körperlichen oder psychischen Behinderungen in ihrer eigenen Wohnung durch die Ambulante Assistenz, die Ambulante Psychiatrische Pflege und/oder den Ambulanten Pflegedienst unterstützt. Die Dienstleistungen der HHO Wohnen gGmbH sind personenzentriert und miteinander sowie im jeweiligen Sozialraum vernetzt. Neben barrierefreien bzw. rollstuhlgeeigneten Häusern und Wohnhäusern, die speziell auf die Belange hörgeschädigter Menschen mit Behinderungen ausgerichtet sind (Karl-Luhmann-Heime) gibt es mit dem WirQuartier ein Wohnangebot, in dem Menschen mit Behinderung gemeinsam mit Studenten wohnen.

### HHO Kindheit & Jugend gGmbH
Die HHO Kindheit & Jugend gGmbH betreut ca. 800 Kinder und Jugendliche in Einrichtungen der Jugend- und Eingliederungshilfe mit den Schwerpunkten Bildung, Inklusion, Integration, Heilpädagogik, Sprachheilpädagogik und Therapie. Methodische und praktische Ansätze wie z. B. Montessori-Pädagogik, Wald- und Naturpädagogik, Learn-Stories und Marte Meo flankieren die pädagogische Arbeit.
Das Angebotsspektrum umfasst Frühförderung und Entwicklungsberatung, Kindertagesstätten für Kinder im Alter von 0 bis 6 Jahren, eine anerkannte Tagesbildungsstätte nach § 164 Nds. Schulgesetz und eine interdisziplinäre Ambulanz.

### Osnabrücker Werkstätten gGmbH
Die Osnabrücker Werkstätten gGmbH sorgt für die Teilhabe von Menschen mit Behinderung am Arbeitsleben. 2200 Mitarbeiter mit einer geistigen, seelischen und/oder körperlichen Behinderung erhalten eine berufliche Bildung und einen adäquaten Arbeitsplatz. Neben dem ursprünglichen Konzept der Werkstätten für behinderte Menschen (WfbM) haben neue Modelle die Vorbereitung, Vermittlung und Eingliederung in den allgemeinen Arbeitsmarkt zur Aufgabe. Diese ausgelagerten Arbeitsplätze finden sich in Kooperationsfirmen, Cafeterien und im eigenen Integrationsunternehmen OSNA-Integ. Tätigkeitsfelder sind Elektro, Gartenpflege, Holz- und Metallverarbeitung, Montage und Verpackung, Gastronomie und Service sowie Bürodienstleistungen.

### OSNA-Integ gGmbH
Ziel des Integrationsunternehmens OSNA-Integ ist es, behinderten Menschen eine sozialversicherungspflichtige Beschäftigung anzubieten und sie auf den ersten Arbeitsmarkt zu vermitteln. Aktuell sind rund 20 Mitarbeiter in der OSNA-Integ tätig. Zur OSNA-Integ gehören die OSNA Grün in Form, OSNA Alu in Form, OSNA Farbe in Form und die nah&frisch-Märkte.

### Beratungsstellen für hörgeschädigte Menschen
Im Auftrag des Landes Niedersachsen unterstützen die Beratungsstellen in der Allgemeinen Sozialberatung hörgeschädigte Menschen zu allen Fragen des täglichen Lebens. Im Integrationsfachdienst im Auftrag des Integrationsamtes Niedersachsen, unterstützen die Beratungsstellen Menschen mit einer Hörschädigung im Arbeitsleben. Als anerkannter Betreuungsverein übernehmen die Sozialarbeiter der Beratungsstellen rechtliche Betreuungen für alle Aufgabenbereiche des Betreuungsgesetzes. Beratungsstellen befinden sich an den Standorten Osnabrück, Emden, Hannover und Oldenburg und mobile Beratungsstellen in Aurich, Hildesheim, Leer, Nienburg und Papenburg und Norden. Es finden ca. 10.000 Beratungsgespräche im Jahr statt. Das Beratungsangebot ist barrierefrei zugänglich. Die Sozialarbeiter beherrschen die Gebärdensprache und das Angebot ist vertraulich und i. d. R. kostenlos. In Hannover wird das Angebot der Beratungsstellen durch eine EUTB Beratungsstelle (Ergänzende unabhängige Teilhabeberatung nach dem Bundesteilhabegesetz) ergänzt.

## Weitere/ergänzende Angebote
- BuFO: begleitete Freizeit- und Urlaubsangebote für Menschen mit und ohne Behinderung
- KunstContainer: Offenes Bildungsangebot der Osnabrücker Werkstätten für beschäftigte Mitarbeitende
- Kleidsam: Einkaufsläden für Second-Hand-Mode
- StadtgalerieCafé und Contor: Café mit Kuchenangebot und frisch zubereiteten Gerichten mit Kulturangebot (Ausstellungen, Lesungen etc.) sowie Einkaufsladen (Kontor) für Secons-Hand-Mode und Werkstattladen
- Reittherapie (Angebot zur Förderung von Gleichgewicht, Koordination, Atmung, Sensorik und Psyche auf dem Ellernhof in Bissendorf)
- Therapiebad
- Projekt „Gelingende Kommunikation“[6]
- Dolmetschervermittlungszentrale

## Geschichte
Im Jahr 1960 erfolgte die Gründung Heilpädagogischen Hilfe Osnabrück e. V. 1961 begann die Aufnahme der Tagesbildungsstättenarbeit. 1962 war die Betriebsaufnahme Osnabrücker Werkstätten „Beschützende Werkstatt“ (seit 1998 „Osnabrücker Werkstätten gGmbH“). 1971 erfolgte der Beginn der Wohnheimarbeit. 1977 war die Gründung des Freizeitwerkes. 1985 folgte der Beginn der ambulanten Arbeit im Bereich Wohnen. Im Jahr 2005 war die Gründung des Integrationsunternehmens „OSNA-Integ gGmbH“. 2006 erfolgte die Eröffnung des 1. Supermarktes der OSNA-Integ gGmbH (CAP-Markt heute nah&frisch). Im selben Jahr war die Gründung des KunstContainers und ein Jahr später der Förderstiftung HHO. 2009 erfolgte eine Änderung der Rechtsstrukturen des Vereins in eine Holdingstruktur. 2009 war die Eröffnung StadtGalerieCafé. 2015 erfolgte die Eröffnung WirQuartier. 2016 war ein Zusammenschluss mit der Hilfe für hörschädigte Menschen. Im Dezember 2018 erfolgte der Umzug des Stadtgalerie Café und des HHO Präsent in die neuen gemeinsamen Räumlichkeiten "Am Markt in Osnabrück" und unter neuem Namen "Stadtgalerie Café + Contor".